# ایران در بازی‌های آسیایی زمستانی ۲۰۱۱
ایران در بازی‌های آسیایی زمستانی ۲۰۱۱ با ۱۰ ورزشکار شرکت کرد و با ۱ مدال نقره و دو برنز به مقام ششم رسید. پرچم‌دار ایران در مراسم افتتاحیه مسابقات علیداد ساوه‌شمشکی بود.

## رشته‌ها و تعداد شرکت‌کنندگان
| رشته ورزشی      | مردان | زنان | مجموع |
| --------------- | ----- | ---- | ----- |
| اسکی آلپاین     | ۳     | ۳    | ۶     |
| اسکی جهت‌یابی    | ۴     |      | ۴     |
| اسکی صحرانوردی  | ۳     |      | ۳     |
| مجموع ورزشکاران | ۷     | ۳    | ۱۰    |

## نشان‌ها

### جدول مدال‌ها
| نشان‌ها بر پایه رشته ورزشی | نشان‌ها بر پایه رشته ورزشی | نشان‌ها بر پایه رشته ورزشی | نشان‌ها بر پایه رشته ورزشی | نشان‌ها بر پایه رشته ورزشی |
| ------------------------- | ------------------------- | ------------------------- | ------------------------- | ------------------------- |
| رشته ورزشی                | 1                         | 2                         | 3                         | مجموع                     |
| اسکی آلپاین               |                           |                           | ۱                         | ۱                         |
| اسکی جهت‌یابی              |                           | ۱                         | ۱                         | ۲                         |
| مجموع                     |                           | ۱                         | ۲                         | ۳                         |

### لیست مدال گیران
| نشان | نام                              | رشته ورزشی   | رویداد            |
| ---- | -------------------------------- | ------------ | ----------------- |
| نقره | بیژن کنگرلو یاسین شمشکی ستار صید | اسکی جهت‌یابی | امدادی مردان      |
| برنز | بیژن کنگرلو                      | اسکی جهت‌یابی | نیمه‌استقامت مردان |
| برنز | محمد کیادربندسری                 | اسکی آلپاین  | اسکی سرعت مردان   |